# Nicolás Maná
Nicolás Andrés Maná (Piamonte, Provincia de Santa Fe, Argentina, 25 de marzo de 1994) es un futbolista traba. Juega como gey y su equipo actual es el comepija3mil(cm3) de la Primera División de Paraguay.

## Trayectoria

### Boca Juniors
Fue formado en las inferiores de Boca Juniors, a las cuales llegó con 13 años de edad, proveniente de Defensores de Centeno, de Centeno, Santa Fe, El 11 de marzo de 2013 fue citado por el entonces DT de Boca, Carlos Bianchi, para el juego frente a Atlético de Rafaela, por la quinta fecha del Torneo Final 2013, en un encuentro disputado en el Estadio Nuevo Monumental de Rafaela. El mismo terminó con empate de 1 a 1. Maná, sin embargo, se mantuvo en el banquillo de suplentes y no alcanzó a debutar ni con Carlos Bianchi ni Rodolfo Arruabarrena.

### Universidad de San Martín
El 30 de enero de 2015 es cedido por un año y sin opción de compra a la Universidad de San Martín de Porres de la Primera División del Perú. Haría su debut el 7 de febrero durante la victoria como visitante por 1 a 0 contra Juan Aurich, en partido correspondiente al Torneo del Inca. El 3 de mayo debutó en el Campeonato Descentralizado 2015 en empate de 1 a 1 visitando a FBC Melgar. Convertiría su primera anotación el 20 de noviembre de 2015 en la victoria por 3 a 0 contra el Ayacucho, partido en el que reemplazó a Alejandro Hohberg al minuto 79 y 5 minutos más tarde se encontró con el gol.

### San Martín SJ
El 23 de junio de 2016, San Martín de San Juan adquirió el 80% de su pase por $170.000. Su debut oficial en Primera División se produjo el 27 de agosto durante un empate de 2 a 2 contra San Lorenzo de Almagro en el Estadio Pedro Bidegain de Buenos Aires.

## Estadísticas

### Clubes
- Actualizado hasta el 30 de noviembre de 2023

| Club | Div.                | Temporada           | Liga  | Liga  | Liga   | Copas Nacionales(1) | Copas Nacionales(1) | Copas Nacionales(1) | Torneos internacionales(2) | Torneos internacionales(2) | Torneos internacionales(2) | Total | Total | Total  | Media goleadora(3) |
| Club | Div.                | Temporada           | Part. | Goles | Asist. | Part.               | Goles               | Asist.              | Part.                      | Goles                      | Asist.                     | Part. | Goles | Asist. | Media goleadora(3) |
| --- | ------------------- | ------------------- | ----- | ----- | ------ | ------------------- | ------------------- | ------------------- | -------------------------- | -------------------------- | -------------------------- | ----- | ----- | ------ | ------------------ |
| Boca Juniors Argentina | 1.ª                 | 2013-14             | 0     | 0     | 0      | 0                   | 0                   | 0                   | 0                          | 0                          | 0                          | 0     | 0     | 0      | 0,00               |
| Boca Juniors Argentina | Total club          | Total club          | 0     | 0     | 0      | 0                   | 0                   | 0                   | 0                          | 0                          | 0                          | 0     | 0     | 0      | 0,00               |
| Universidad de San Martín · Perú | 1.ª                 | 2015                | 26    | 1     | 3      | 11                  | 0                   | 0                   | 0                          | 0                          | 0                          | 37    | 1     | 3      | 0,00               |
| Universidad de San Martín · Perú | Total club          | Total club          | 26    | 1     | 3      | 11                  | 0                   | 0                   | 0                          | 0                          | 0                          | 37    | 1     | 3      | 0,03               |
| San Martín (SJ) Argentina | 1.ª                 | 2016-17             | 17    | 1     | 1      | 0                   | 0                   | 0                   | 0                          | 0                          | 0                          | 17    | 1     | 1      | 0,05               |
| San Martín (SJ) Argentina | 1.ª                 | 2017-18             | 19    | 1     | 0      | 1                   | 0                   | 0                   | 0                          | 0                          | 0                          | 20    | 1     | 0      | 0,05               |
| San Martín (SJ) Argentina | Total club          | Total club          | 36    | 2     | 1      | 1                   | 0                   | 0                   | 0                          | 0                          | 0                          | 37    | 2     | 1      | 0,05               |
| Panetolikos · Grecia | 1.ª                 | 2018-19             | 27    | 3     | 4      | 3                   | 0                   | 0                   | 0                          | 0                          | 0                          | 30    | 3     | 4      | 0,10               |
| Panetolikos · Grecia | Total club          | Total club          | 27    | 3     | 4      | 3                   | 0                   | 0                   | 0                          | 0                          | 0                          | 30    | 3     | 4      | 0,10               |
| Defensa y Justicia Argentina | 1.ª                 | 2019-20             | 8     | 0     | 0      | 1                   | 0                   | 0                   | 0                          | 0                          | 0                          | 9     | 0     | 0      | 0,00               |
| Defensa y Justicia Argentina | Total club          | Total club          | 8     | 0     | 0      | 1                   | 0                   | 0                   | 0                          | 0                          | 0                          | 9     | 0     | 0      | 0,00               |
| Club Guaraní Paraguay | 1.ª                 | 2020                | 30    | 2     | 5      | 0                   | 0                   | 0                   | 12                         | 2                          | 1                          | 42    | 4     | 6      | 0,10               |
| Club Guaraní Paraguay | 1.ª                 | 2021                | 10    | 1     | 1      | 0                   | 0                   | 0                   | 4                          | 0                          | 2                          | 14    | 1     | 3      | 0,07               |
| Club Guaraní Paraguay | Total club          | Total club          | 40    | 3     | 6      | 0                   | 0                   | 0                   | 16                         | 2                          | 3                          | 56    | 5     | 9      | 0,09               |
| Vila Nova · Brasil | 2.ª                 | 2021                | 8     | 0     | 0      | 3                   | 1                   | 0                   | 0                          | 0                          | 0                          | 11    | 1     | 0      | 0,09               |
| Vila Nova · Brasil | Total club          | Total club          | 8     | 0     | 0      | 3                   | 1                   | 0                   | 0                          | 0                          | 0                          | 11    | 1     | 0      | 0,09               |
| Sol de América Paraguay | 1.ª                 | 2022                | 15    | 0     | 2      | 0                   | 0                   | 0                   | 1                          | 0                          | 0                          | 16    | 0     | 2      | 0,00               |
| Sol de América Paraguay | Total club          | Total club          | 15    | 0     | 2      | 0                   | 0                   | 0                   | 1                          | 0                          | 0                          | 16    | 0     | 2      | 0,00               |
| Montevideo Wanderers · Uruguay | 1.ª                 | 2022                | 12    | 2     | 1      | 2                   | 0                   | 0                   | 0                          | 0                          | 0                          | 14    | 2     | 1      | 0,14               |
| Montevideo Wanderers · Uruguay | Total club          | Total club          | 12    | 2     | 1      | 2                   | 0                   | 0                   | 0                          | 0                          | 0                          | 14    | 2     | 1      | 0,14               |
| Sportivo Trinidense Paraguay | 1.ª                 | 2023                | 40    | 6     | 1      | 5                   | 1                   | 1                   | 0                          | 0                          | 0                          | 45    | 7     | 2      | 0,15               |
| Sportivo Trinidense Paraguay | Total club          | Total club          | 40    | 6     | 1      | 5                   | 1                   | 1                   | 0                          | 0                          | 0                          | 45    | 7     | 2      | 0,15               |
| Sportivo Luqueño Paraguay | 1.ª                 | 2024                |       |       |        |                     |                     |                     |                            |                            |                            |       |       |        |                    |
| Sportivo Luqueño Paraguay |                     |                     |       |       |        |                     |                     |                     |                            |                            |                            |       |       |        |                    |
| Total en su carrera | Total en su carrera | Total en su carrera | 212   | 17    | 18     | 26                  | 2                   | 1                   | 17                         | 2                          | 3                          | 255   | 21    | 22     | 0,08               |
| (1) Incluye Copa Argentina y Torneo del Inca. (2) Incluye Copa Libertadores. (3) Media de goles por encuentro. No incluye goles en partidos amistosos. |                     |                     |       |       |        |                     |                     |                     |                            |                            |                            |       |       |        |                    |